# Runcu Salvei
Runcu Salvei è un comune della Romania di 1423 abitanti, ubicato nel distretto di Bistrița-Năsăud, nella regione storica della Transilvania.